# Good Advice
Good Advice is een romantische komedie uit 2001, geregisseerd door Steve Rash met in de hoofdrollen Charlie Sheen, Angie Harmon en Denise Richards. De film werd in de Verenigde Staten uitgebracht door Artisan Entertainment.

## Verhaal
Ryan Turner is een arrogante broker die er een playboy-levensstijl op nahoudt in New York samen met zijn verwaande maar niet al te slimme vriendin Cindy Styne. Tijdens een partijtje golf met Donald Simpson, de eigenaar van een van de grootste krantenuitgevers van New York, verneemt hij dat er een enorme fusie in de maak is tussen Simpson Inc en een groot farmaceutisch bedrijf. Ryan ruikt zijn kans, informeert al zijn klanten en ze investeren allemaal grote sommen geld in de fusie.
De volgende dag kondigt Simpson echter aan dat er geen fusie zal plaatsvinden. Daardoor verliezen Ryan en zijn klanten hun geld. Terwijl hij Simpson in zijn kantoor confronteert, vertelt Simpson hem dat hij opzettelijk heeft gelogen als wraak omdat Ryan met zijn vrouw naar bed was gegaan. Ryan, nu werkloos en failliet, verkoopt zijn bezittingen en trekt bij Cindy in.
Ryan solliciteert bij een andere beursmakelaar, maar omdat zijn vergunning werd ingetrokken wegens handel met voorkennis komt hij nergens meer aan de bak. Daarom hangt hij de hele dag depressief in de sofa, totdat Cindy hem verlaat voor een diamantmijneigenaar en naar Brazilië vertrekt.
Cindy verzorgde de hartsrubriek van een kleine krant. Ryan charmeert hoofdredacteur Page Hensen en neemt stiekem de rubriek over om zijn huur te kunnen betalen. Hij heeft echter geen enkele ervaring in het geven van advies en het nadenken over de gevoelens van anderen. Page wil de hartsrubriek schrappen, maar stilaan begint hij degelijk advies te geven en de rubriek wordt een grote hit, waardoor de verkoopcijfers van de krant de hoogte in schieten.
Door de toegenomen publieke belangstelling willen plots veel mensen Cindy interviewen, maar Ryan stuurt iedereen wandelen met de boodschap dat ze geen interviews wil geven. Ondertussen begint hij gevoelens te krijgen voor Page en die blijken wederzijds te zijn, waardoor ze samen in bed belanden.
Cindy keert onverwachts terug naar New York, nadat haar plannen in Brazilië in het water vielen. Simpson, die nu Cindy's column voor zijn eigen krant wil, probeert haar binnen te halen. Ryan en Page worden betrapt in bed en onthullen alles aan Cindy. Ze chanteert hen echter en vertrekt naar het bedrijf van Simpson.
Ryan gebruikt zijn kennis van de beurs om geld te verdienen aan de overstap van Cindy naar Simpson. Het is immers onvermijdelijk dat ze de hele transactie verpest omdat ze niet in staat is het sympathieke advies te geven dat Ryan tijdens haar afwezigheid verstrekte. De aandelen van Simpson kelderen, Ryan verdient een fortuin, wordt een succesvolle columnist en vraagt Page ten huwelijk.

## Rolverdeling
| Acteur           | Personage        |
| ---------------- | ---------------- |
| Charlie Sheen    | Ryan Turner      |
| Angie Harmon     | Page Henson      |
| Denise Richards  | Cindy Styne      |
| Jon Lovitz       | Barry Sherman    |
| Rosanna Arquette | Cathy Sherman    |
| Estelle Harris   | Iris             |
| Barry Newman     | Donald Simpson   |
| Lisa Rinna       | Veronica Simpson |
| John de Lancie   | Ted              |

## Ontvangst
De film kreeg matige tot goede recensies. Good Advice behaalde een score van 33% (6 recensies) op Rotten Tomatoes, met een gemiddelde score van 5,1/10.